# Nhà thờ chính tòa Thánh Nicholas ở Prešov
Nhà thờ chính tòa Thánh Nicholas ở Prešov (tiếng Slovakia: Konkatedrála svätého Mikuláša v Prešove) là một trong những nhà thờ lâu đời nhất và quan trọng nhất ở Slovakia, tọa lạc ở thành phố Prešov, Slovakia. Vào ngày 17 tháng 4 năm 1963, nhà thờ này được ghi danh vào Danh sách Di tích Trung ương theo quyết định của Bộ Văn hóa Cộng hòa Slovakia.

## Lịch sử
Nhà thờ chính tòa Thánh Nicholas ở Prešov được xây dựng theo phong cách kiến trúc Gothic. Việc xây dựng nhà thờ diễn ra vào khoảng giữa thế kỷ 14 trên địa điểm trước đó từng tồn tại một thánh đường được xây dựng vào thế kỷ 13. Ban đầu, nhà thờ là một tòa nhà có một gian giữa. Kích thước bên ngoài của hình tứ diện là 54,7 mét chiều dài, 34,45 mét chiều rộng, chiều cao của tháp chuông là 71 mét.
Nhà thờ hiện nay là một công trình kiến trúc có ba gian giữa và ba tiền sảnh. Năm 1502, tòa nhà nhà thờ được mở rộng về phía nam. Prešov J. Brengiszer đã chỉ đạo công việc tái thiết nhà thờ. Ba gian giữa được hoàn thành vào năm 1505. Toàn bộ việc xây dựng lại được hoàn thành vào năm 1515.